# (35903) 1999 JY88
1999 JY88 (asteroide 35903) é um asteroide da cintura principal. Possui uma excentricidade de 0.19595520 e uma inclinação de 14.32408º.
Este asteroide foi descoberto no dia 12 de maio de 1999 por LINEAR em Socorro.